# Wake Me Up When September Ends
〈Wake Me Up When September Ends〉는 2005년 8월 31일 그룹 일곱 번째 음반 《American Idiot》(2004년)의 네 번째 싱글로 발매된 미국의 록 밴드 그린 데이의 곡이다. 이 곡은 1982년 9월 16일 10살 때 식도암에 걸려 사망한 아버지와 관련해 프런트맨 빌리 조 암스트롱에 의해 쓰여졌다.
이 곡은 빌보드 핫 100에서 6위로 정점을 찍으며 히트 싱글이 되었다. 영국, 벨기에, 뉴질랜드에서도 톱 10 싱글이었으며 체코에서는 1위 싱글이었다. 미국에서는 허리케인 카트리나 이후 이 노래가 상징화되었는데, 그 곳에서 이 노래는 재난의 희생자들을 위해 헌정되었고 또한 2001년에 발생한 9.11 테러의 희생자들을 위한 헌신으로 간주되었다. 이 곡은 미국 음반 산업 협회에 의해 플래티넘 인증을 받았다.
이 곡의 뮤직비디오는 이라크 전쟁에 의해 헤어진 커플을 묘사하고 있는데, 이 커플은 이 곡의 중심적인 주제인 상실감을 전달하기 위한 것이었다.

## 배경
〈Wake Me Up When September Ends〉는 그린 데이 프런트맨 빌리 조 암스트롱에 의해 쓰여졌는데, 그는 빌리 조가 10살 때인 1982년 9월에 식도암으로 세상을 떠났다. 암스트롱은 어느 순간 이 곡을 "치료적"이지만 연주하기 어려운 곡으로 간주해 그 시점까지 쓴 가장 자전적인 곡이라고 불렀다.
이 노래는 《American Idiot》의 중심인 줄거리와 거의 무관하다.

## 반응
《롤링 스톤》의 롭 셰필드는 이 노래를 1997년 그룹의 싱글 〈Good Riddance (Time of Your Life)〉의 후속곡이라고 생각했다.

## 인증
| 국가                                                                                         | 인증     | 판매량/출하량 |
| -------------------------------------------------------------------------------------------- | -------- | ------------- |
| 캐나다 (뮤직 캐나다)                                                                         | 플래티넘 | 20,000*       |
| 덴마크 (IFPI Danmark)                                                                        | 골드     | 4,000^        |
| 이탈리아 (FIMI)                                                                              | 플래티넘 | 20,000*       |
| 영국 (BPI)                                                                                   | 플래티넘 | 600,000       |
| 미국 (RIAA)                                                                                  | 플래티넘 | 1,000,000*    |
| *판매량을 기반으로 한 인증 · ^출하량을 기반으로 한 인증 · 판매량+스트리밍을 기반으로 한 인증 |          |               |